# Cure (album)
Pour les articles homonymes, voir Cure.
Albums de Eddy de Pretto
À tous les bâtards
(2021)
Singles
1. Fête de trop
Sortie : 30 juin 2017
2. Kid
Sortie : 13 octobre 2017
3. Beaulieue
Sortie : novembre 2017
4. Random
Sortie : janvier 2018
5. Ego
Sortie : février 2018
6. Normal
Sortie : mars 2018

Cure est le premier album studio de l'auteur-compositeur-interprète français Eddy de Pretto, sorti le 2 mars 2018 sous le label Initial Artist Services.

## Développement et genèse
En octobre 2017 Eddy de Pretto sort un EP intitulé Kid. Il y préfigure trois chansons présentes sur Cure avec la Fête de trop, Kid et Beaulieue. Le titre Jungle de la chope n'est pas présent sur l'album.
L’album s’annonce numéro un des meilleures ventes d'albums devant l’album Vous et moi de Julien Doré, avec 13 500 exemplaires en l'espace de sept jours après sa sortie et « déloge » Grand Corps Malade au Top albums France Fnac.
Cure bénéficie d'une réédition en novembre 2018, baptisée Culte. Elle contient quatre titres inédits ainsi que les versions instrumentales de Fête de trop, Kid et Random.

## Singles

### Reprises
Pour son premier album, Eddy de Pretto reprend trois singles de l'extended play Kid dont le premier Fête de trop, sorti en juin 2017, est écouté plus trois millions de fois en streaming, et le clip vu près de cinq millions de fois sur YouTube.
Kid, sorti en octobre 2017, raconte l'histoire du rappeur lorsqu'il était enfant. Son père l'incitait à jouer au ballon, à ne pas pleurer alors que lui avait envie de jouer aux poupées. « C'est mon expérience personnelle, c'est pas une attaque ou une dénonciation. Mais ça se rapproche aussi de mes racines, où l'on montre et on démontre sa masculinité, et on la frappe fort pour dire qu'on est viril et qu’on a des grosses couilles », explique-t-il.
En novembre 2017 il chante Beaulieue, d'amour contrarié faisant référence à Créteil, sa ville natale.

### Nouveaux titres
Eddy de Pretto lance, à la mi-janvier 2018, la première chanson, Random, de cet album, évoquant ses peines de cœur.
Début mars se révèle le clip de Normal abordant stéréotypes sur l'identité sexuelle, peur d'autrui et homophobie : « Une colère vis-à-vis de gens qui m'attaquaient parce qu'ils n'aimaient pas la personne que je pouvais représenter », explique-t-il dans le magazine Têtu.

## Liste des pistes
Édition standard
| No  | Titre              | Auteur                                               | Producteur(s)                  | Durée |
| --- | ------------------ | ---------------------------------------------------- | ------------------------------ | ----- |
| 1.  | Début              | Eddy de Pretto ; Kyu Steed & Haze                    | Kyu Steed & Haze               | 0:31  |
| 2.  | Random             | E. de Pretto ; Kyu Steed & Haze                      | Kyu Steed & Haze               | 4:10  |
| 3.  | Rue de Moscou      | Martin Dust, E. de Pretto ; Kyu Steed & Haze         | Angelo Foley, Kyu Steed & Haze | 4:17  |
| 4.  | Jimmy              | E. de Pretto, Guillaume Willeme ; Kyu Steed & Haze   | Kyu Steed & Haze               | 3:27  |
| 5.  | Beaulieue          | E. de Pretto ; Cédric. Janin, Kyu Steed & Haze       | A. Foley, Kyu Steed & Haze     | 4:06  |
| 6.  | Quartier des lunes | E. de Pretto ; Kyu Steed & Haze                      | Kyu Steed & Haze               | 3:37  |
| 7.  | Desmurs            | E. de Pretto ; Kyu Steed & Haze                      | Kyu Steed & Haze               | 2:56  |
| 8.  | Kid                | E. de Pretto ; C. Janin, Kyu Steed & Haze            | A. Foley, Kyu Steed & Haze     | 3:04  |
| 9.  | Normal             | E. de Pretto ; C. Janin, Kyu Steed & Haze            | A. Foley, Kyu Steed & Haze     | 3:50  |
| 10. | Honey              | M. Dust, E. de Pretto ; M. Dust, Kyu Steed & Haze    | Kyu Steed & Haze               | 3:38  |
| 11. | Genre              | M. Dust, Eddy de Pretto ; C. Janin, Kyu Steed & Haze | A. Foley, Kyu Steed & Haze     | 3:55  |
| 12. | Ego                | E. de Pretto ; Kyu Steed & Haze                      | Kyu Steed & Haze               | 4:09  |
| 13. | Mamere             | E. de Pretto ; Kyu Steed & Haze                      | Kyu Steed & Haze               | 3:18  |
| 14. | Fête de trop       | E. de Pretto ; C. Janin, Kyu Steed & Haze            | A. Foley, Kyu Steed & Haze     | 2:36  |
| 15. | Musique basse      | E. de Pretto, C. Janin ; Kyu Steed & Haze            | Kyu Steed & Haze               | 3:39  |

Réédition Culte
| No  | Titre                       | Durée |
| --- | --------------------------- | ----- |
| 16. | Comme ça                    | 4:08  |
| 17. | Grave                       | 3:55  |
| 18. | Sensible                    | 3:19  |
| 19. | Risque de toi               | 3:32  |
| 20. | Fête de trop (Instrumental) | 2:35  |
| 21. | Kid (Instrumental)          | 3:02  |
| 22. | Random (Instrumental)       | 4:10  |

## Accueil

### Critiques
Valérie Lehoux de Télérama pense qu’« Eddy de Pretto ne semble avoir eu d’autre choix que d’assumer son impudeur. Sa voix est nette, posée, sa diction, précise. Chaque mot sonne et résonne ». Tandis que Yohann Ruelle du webzine Charts in France assure qu’« Eddy de Pretto entre dans l'arène avec un premier album percutant et puissant (…), épouse parfaitement son temps et son époque. Avec intelligence ».
Olivier Lamm de Libération se lâche dans ses mots que « la synergie accouche d’un album épouvantablement prévisible, laid et monotone (…). Loin de nous l’idée de reprocher au Français de se rêver en produit prêt à consommer, mais ce premier album est en tout point monstrueux ».

### Classements
| Classement (2018)            | Meilleure position |
| ---------------------------- | ------------------ |
| Belgique (Wallonie Ultratop) | 4                  |
| France (SNEP)                | 1                  |

### Certifications
| Région                                                                                                 | Certification | Ventes/Streams             |
| --- | ------------- | -------------------------- |
| France (SNEP)                                                                                          | Platine       | 100 000 équivalent ventes* |
| *Ventes selon la certification ^Mise en rayon selon la certification xNon précisé par la certification |               |                            |

### Récompenses
Cure est nommé dans la catégorie « Création artistique » des Out d'or 2018, une cérémonie de récompense accordées aux personnes aidant à une meilleure représentation de la communauté LGBTQI+.